# Landskrona (Gemeinde)
Koordinaten: 55° 52′ N, 12° 50′ O

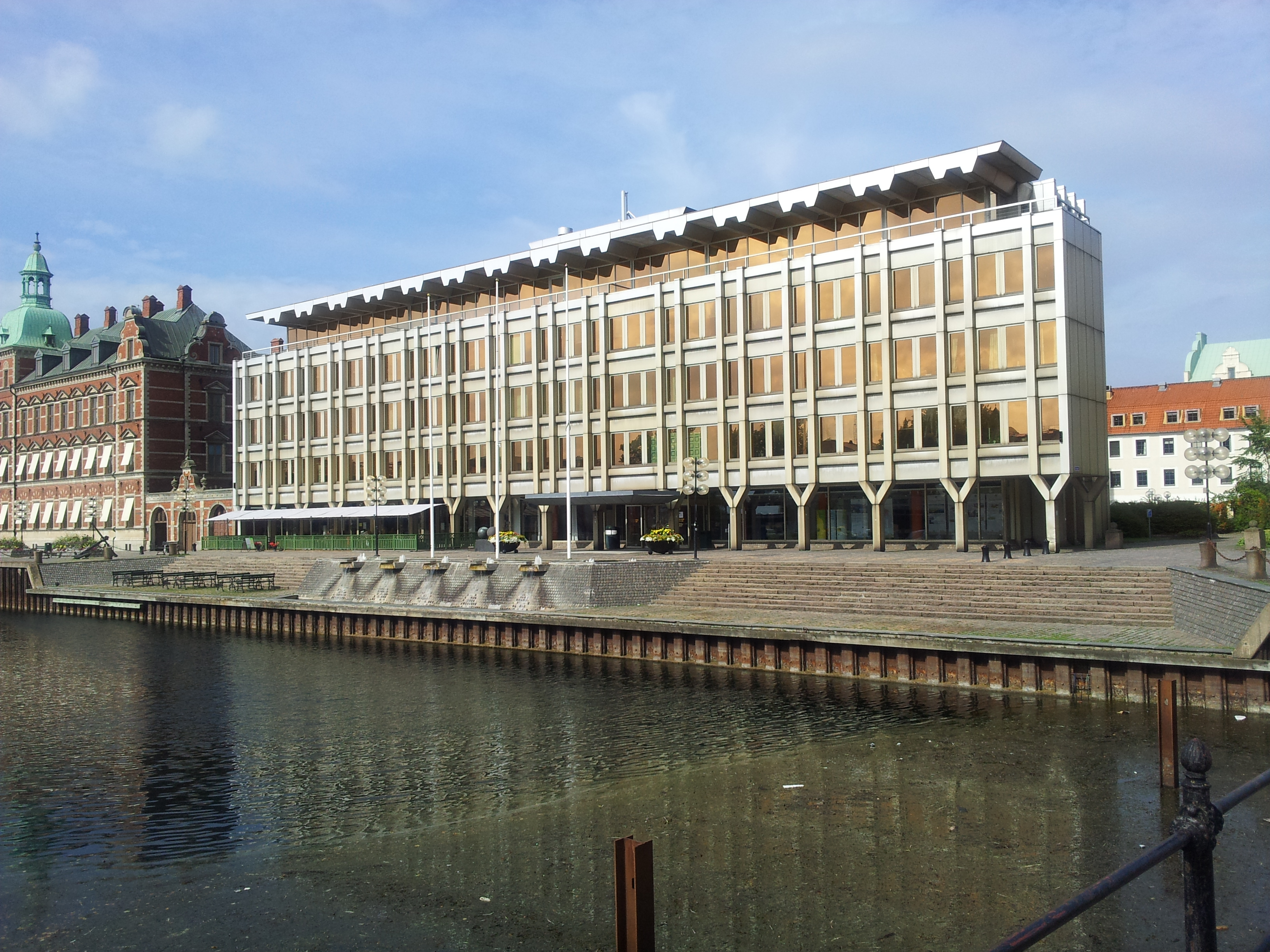
Rathaus Gemeinde Landskrona

Landskrona ist eine Gemeinde (schwedisch kommun) in der schwedischen Provinz Skåne län und der historischen Provinz Schonen. Der Hauptort der Gemeinde ist Landskrona.

## Sehenswürdigkeiten
Nordwestlich liegt die zur Gemeinde gehörige Insel Ven im Öresund, die ein beliebtes Ausflugsziel ist.

## Orte
Folgende Orte sind Ortschaften (tätorter):
| - Annelöv - Asmundtorp - Glumslöv - Häljarp | - Härslöv - Kvärlöv - Landskrona - Saxtorpsskogen |

## Partnerstädte
Partnerstädte von Landskrona sind
| - Dänemark: Glostrup - Finnland: Kotka | - Deutschland: Plochingen - Estland: Võru |